# Kungsträdgårdskravallerna
Kungsträdgårdskravallerna var en serie kravaller på helgerna i Kungsträdgården i centrala Stockholm, som började under våren och nådde sin topp i mitten av augusti 1987. Vandaliseringen efter upploppen mättes senare i tusentals kronor.
När upploppen kulminerade tog sig polisen till Kungsträdgården, där skolungdomar av båda könen i åldrarna 15−17 år greps. Efter förhör släpptes dock de flesta. Polisen fick senare kritik för sin hantering av situationen. Upploppen slutade dock efter en massiv insats.
Bland de kriminella som deltog fanns Paolo Roberto och Guillermo Marquez Jara. Paolo Roberto spelade sig själv i filmen Stockholmsnatt med premiär i januari 1987 och blev också känd som "Kungen av Kungsan".